# Konkanastha brahmin
Konkanastha (eller Kokanastha, Chitpavan) brahmin, är en brahminsk subkast som härstammar från Konkanregionen i den indiska delstaten Maharashtra. Kastens medlemmar bekänner sig till advaitaskolan, grundad av Adi Shankara.